# 위정척사파

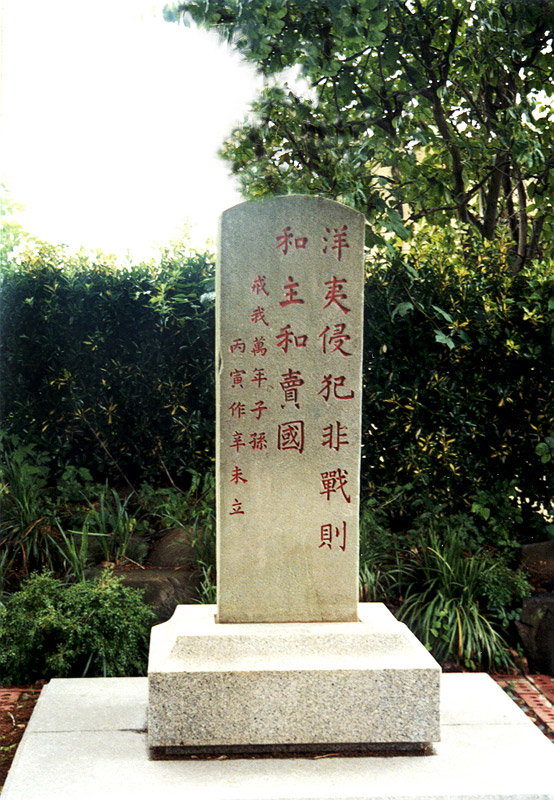
가덕도에 세워진 척화비

척사위정파(斥邪衛正派) 또는 위정척사파(衛正斥邪派)는 위정척사를 앞세워 조선 후기에서 대한제국 시기까지 활동하던 정치 운동이다. 위정척사 운동(衛正斥邪運動), 위정척사 사상(衛正斥邪 思想) 또는 척사위정 운동(斥邪衛正運動), 척사위정 사상(斥邪衛正 思想)이라 부르기도 한다.
바른 것을 지키고 그릇된 것을 물리친다는 의미인 위정척사는 성리학의 주요 강령 가운데 하나로 송나라 주희의 화이론(華夷論)까지 거슬러 올라간다. 조선에서 위정척사가 정치적 운동으로 나타난 시기는 정조 무렵으로 남인의 공서파와 신서파 갈등 과정에서 공서파가 천주교를 대표로 하는 서학을 받아들인 신서파 등 천주교도들을 공격하기 위한 빌미로 삼았다.
이양선이 출몰하고 통상을 요구하기 시작하자 조선은 쇄국을 표방하였다. 제너럴셔먼호 사건 이후 위정척사 운동은 외세에 대한 배격 운동의 성격을 지니게 되었다. 병인양요와 신미양요를 거치면서 흥선대원군은 전국에 척화비를 세우고 위정척사를 국론으로 표방하였다. 당시 서원 철폐로 흥선대원군과 극심한 갈등을 겪던 유학자들도 위정척사를 내세운 척화비 건립에는 열렬한 지지를 보냈다.
일본이 메이지 유신 이후 근대적 국교 수립을 요구하는 서계(書契)를 보내왔으나 조선은 관례에 따라 서례를 작성하지 않았다는 이유로 접수를 거부한다. 이 일로 일본에서는 정한론이 일어나는 등 양국의 관계가 악화되었으나 조선은 쇄국을 고수하였다. 고종의 친정과 흥선대원군의 몰락 이후 운요호 사건에 이은 강화도 조약으로 조선은 위정척사파 대신 개화파가 득세하게 된다.
임오군란과 갑신정변을 거치며 위정척사파와 개화파가 대립하였으나 위정척사파는 결국 정국 주도권을 상실하였다. 동학의 존왕양이(尊王攘夷)를 앞세운 갑오농민전쟁도 위정척사의 영향을 받은 것이다. 을사늑약 이후 일어난 13도 창의군은 위정척사파 최후의 대규모 항쟁이었다.
일제강점기에 들어 유교 자체가 낡은 사상으로 인식되면서 위정척사 사상 역시 독립 운동에서 비주류의 위치에 놓이게 된다. 임병찬 등의 대한독립의군부가 왕정복고를 내세워 위정척사파의 명맥을 이었으나 다수의 독립운동 세력은 자유주의, 민주주의, 사회주의, 아나키즘과 같은 새로운 사상을 받아들였다. 1919년 세워진 대한민국 임시정부는 삼균주의에 바탕을 둔 민주공화국을 표방하였다.

## 명칭
사료에 위정척사라는 용어가 직접 기록된 것은 정조 시기 천주교를 도입한 이승훈의 처벌을 주장하는 상소에 대한 정조의 비답이다.

批曰 "朝廷之所闢之斥之禁之罪之, 何待爾等之言, 亦豈或歇後於爾等乎 …… 當分首從, 明賜處分, 爾等退修學業, 益勵衛正斥邪之方。"
비답하기를,

"조정에서 물리치고 배척하고 금지하고 죄주는 것을 어찌 너희들의 말을 기다려서야 하겠으며, 또 혹시라도 어찌 너희들보다 소홀하게야 하겠는가. …… 요청한 대로 조사 결과가 나오면 마땅히 수종(首從)을 가려 밝게 처분을 내리겠으니, 너희들은 물러가 학업을 닦아 더욱 열심히 위정척사(衛正斥邪)의 방책에 힘쓰도록 하라." — 〈정조실록〉, 33권, 정조 15년 11월 6일 정축

그러나 조선 후기 유학자들은 스승과 제자의 관계로 묶인 학맥에 따라 서로를 학파로서 구분하였을 뿐 이들을 통틀어 하나의 집단으로 부르는 명칭은 없었다. 해방 이후 화서학파, 노사학파, 정재학파, 남당학파 등이 위정척사를 기치로 내걸어 갑오의병과 을미의병을 일으킨 점을 들어 이들을 위정척사파로 분류하게 되었다.
최초로 위정척사파를 정의하고 분류한 논문은 1949년에 발표되었고, 이후 이이화 등이 척사위정파라는 명칭을 주장하기도 하였으나 일반적으로 위정척사파라는 명칭이 사용되었다.

## 배경
바른 것을 지키고 그릇된 것을 물리친다는 의미인 위정척사의 사상적 근간은 성리학의 화이론이다. 이들은 조선을 소중화(小中華)로 인식하였으며 새롭게 위협으로 등장한 서양 세력이나 일본을 오랑캐로 여겼다. 17세기 이후 동남아시아에서 프랑스, 네덜란드, 영국 등 제국주의 세력의 식민주의 정책에 따른 식민지 쟁탈전이 벌어졌으나 조선이 이들과 직접 맞닥뜨리게 된 것은 18세기 말 이후의 일이다. 서양 열강의 포함외교를 앞세운 통상 요구에 쇄국으로 대응한 조선은 위정척사를 국론으로 삼게 된다.

### 사상적 배경
성리학을 집대성한 주희는 송나라가 금나라에 밀려 남송으로 위축되던 시기에 살았다. 주희는 금나라와 화친을 맺는 것은 송나라가 약화되는 길일 뿐이라는 주전파였다. 주희는 황제에게 올린 〈임오응조봉사〉에서 금나라와 화친을 맺은 것은 "싸우기도 전에 지는 것"이라고 주장하였다. 주희는 송나라는 중화이며 금나라는 오랑캐이니 서로 어울려 살 수 없다는 화이론을 주장하였다.
송나라가 망하고 원나라가 중국을 지배하던 시기 고려에 성리학이 성행하였다. 고려의 신진사대부는 성리학을 받아들여 불교를 그릇된 것으로 배척하고 유교를 나라의 근간으로 삼고자 하였다. 새로 건국된 조선은 성리학을 국교로 삼았고 사대교린을 기본적인 외교 정책으로 삼았다.
1636년 일어난 병자호란과 오랫 동안 계속되던 명청전쟁 와중에 명나라가 이자성의 난으로 무너지고 1644년 청나라가 베이징을 점령한 일은 조선 사회에 큰 파장을 일으켰다. 조선의 유학자들은 그 동안 오랑캐로 여기던 여진의 후금을 이은 청나라를 이전의 명나라와 같은 중화로 인정할 수 없었다. 송시열을 중심으로 한 노론은 명나라가 멸망하였어도 조선이 중화를 계승하였다는 소중화 사상을 펼쳤다. 송시열의 소중화 사상은 이후 화이론에 입각한 위정척사의 기반이 되었다.
18세기에 들어 붕당 정치가 서인 대 남인의 구도가 되자 서인들은 주요 남인들이 연루 되어 있던 천주교를 비롯한 서학을 그릇된 학문으로 규정하고 위정척사를 내세워 배격하였다. 위정척사의 논리로 서학을 배격한 대표적 인물은 노론 산림의 오희상과 홍직필 그리고 그 뒤를 이은 윤종의 등과 화서학파의 이항로 등이 있으며 병인양요 이후 이항로가 척화를 주장하면서 위정척사파의 사상적 기반을 마련한다.

### 시대적 배경

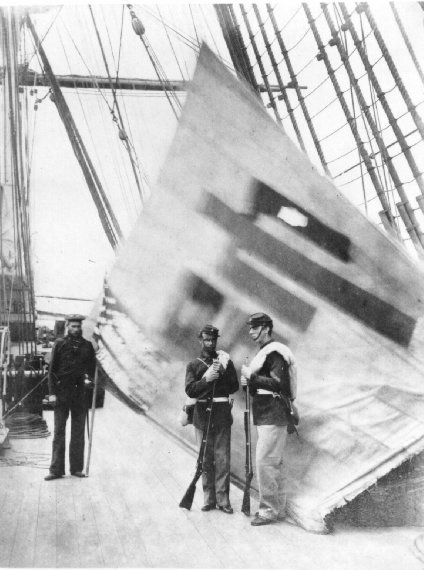
미군에 노획된 어재연의 장군기

서학으로 불리던 천주교를 비롯한 서양의 각종 문물은 이미 명나라 시기이던 조선 중기에 조선에 알려져 있었다. 실학자 이익은 《성호전집》에서 마테오 리치가 지은 《천주실의》를 소개하기도 하였다. 남인의 주요 인사들이 서학을 연구하고 일부는 천주교를 신봉하게 되자 서인 노론은 이를 남인을 공격하기 위한 빌미로 삼았다. 천주교에 대한 첫 대규모 박해는 정조 시기였던 1791년의 신해박해이나 정조는 서인을 견제하는 탕평책의 안정을 위해 천주교 탄압을 확대하지 않았다. 다만 정조는 성리학이 올바른 도학(道學)이고 천주교를 비롯한 서학은 그릇된 사학(邪學)이라는 입장을 분명히 하였다.
정조가 사망한 뒤 순조 시기가 되자 위정척사를 내건 대대적인 천주교 탄압이 일어났다. 순조 1년인 1801년 일어난 신유박해로 천주교인 3천여 명이 처형되었다. 이 시기 위정척사란 성리학을 지키고 천주교를 배척하는 것이었다. 신유박해로 큰 타격을 입은 천주교인 가운데는 프랑스를 끌어들여 종교의 자유를 얻고자 하는 사람들이 있었다. 프랑스에 군사 지원을 요청한 황사영 백서는 사전에 발각되었고 이로서 천주교인은 역모를 꾸민 무리라는 낙인을 받게 되었다.
이양선의 출몰이 잦아지고 제너럴셔먼호 사건이 일어나자 조선에서는 외세에 대한 경각심이 커졌다. 그러나 이 시기까지도 조선의 집권층은 새롭게 등장한 서양 세력을 무조건 배척하려는 분위기는 아니었다. 러시아의 동진에 압박감을 느낀 흥선대원군은 이전의 천주교 박해 사건에도 불구하고 프랑스와 연대를 도모하고자 하였으며 제너럴셔먼호를 불태운 당사자인 박규수는 개화론의 시조로 평가될 만큼 외부와의 교류를 중요하게 여겼다.
위정척사가 국론으로 부상된 것은 병인양요 이후의 일이다. 병인양요가 일어나자 흥선대원군은 척화비를 세우고 이전의 서양에 대한 유화적 입장을 버리고 강경한 쇄국론을 펼치게 된다. 이후 신미양요가 일어나자 척화비 건립을 전국으로 확대하고 위정척사를 국론으로 삼았다.

 洋夷侵犯 非戰則和 主和賣國 

서양 오랑캐가 침범하니 싸우지 않는 것은 곧 화친하는 것이요 화친을 주장하는 것은 나라를 파는 일이다. — 척화비

## 전개
18세기에서 19세기에 걸친 조선 후기 사회에서 위정척사란 서학 특히 천주교에 대한 배척 운동이었다. 이들은 올바른 학문인 성리학을 지키고 그릇된 학문인 서학을 배격한다는 명분으로 여러 차례 천주교 박해 사건을 일으켰다. 그러나 서학 배격의 바탕에는 서인과 남인의 붕당 정치 갈등이 있었다.
신미양요가 일어날 무렵 흥선대원군은 서원 철폐로 전국의 유학자와 극심한 갈등을 겪고 있었다. 그러나 흥선대원군이 척화비를 건립하고 위정척사를 표방하자 유학자들은 이를 적극적으로 지지하였다. 강화도 조약으로 쇄국을 포기한 조선은 고종이 친정에 나서며 대원군이 실각하고 개화파가 득세하였다.
이후 위정척사와 개화의 대립 구도가 형성된다. 임오군란을 계기로 흥선대원군이 잠시 복귀하면서 위정척사파 역시 정국의 주도권을 되찾았으나 곧이어 이어지는 청나라의 개입으로 흥선대원군은 더 이상 조선의 정치에 개입할 수 없게 되었다. 이후 조선의 조정에서 개화파의 영향력이 커졌으나 갑신정변으로 오히려 큰 타격을 입게 된다.
그러나 일본의 영향력이 날로 커지는 가운데 위정척사파는 더 이상 정치의 중심에 설 수 없었다. 을미사변이 일어나자 전국에서 일어난 을미의병은 위정척사를 내건 유학자들이 지도자가 되고 평민들이 의병으로 참여하는 형태로 이루어졌다. 을사늑약으로 국권이 침탈되자 위정척사파는 13도 창의군을 결성하여 서울 근처까지 진군하였으나 총대장 이인영이 부친상을 이유로 이탈하자 허무하게 와해되었다.

### 천주교 박해

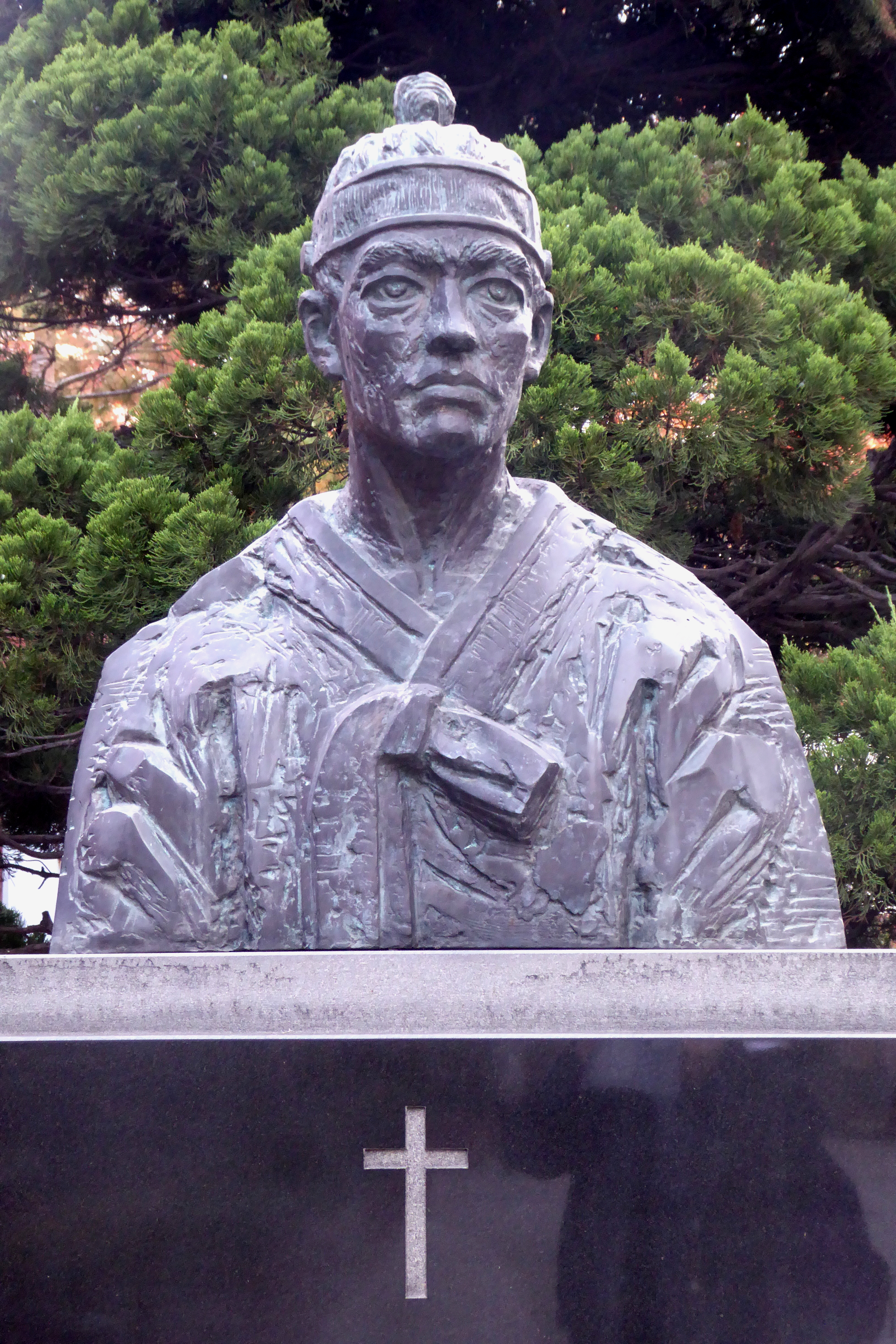
조선 최초의 신부였던 김대건은 1846년 병오박해 당시 순교하였다.

조선 후기 위정척사 운동은 천주교에 대한 배척으로 시작되었다. 순조 1년인 1801년 일어난 신유박해는 천주교도 3천여 명이 처형되는 대규모 박해였다. 이로서 군자당과 소인당으로 서로를 나누던 붕당 정치의 프레임은 정파와 사파의 구분으로 이전된다. 천주교와 연루 된 남인은 이른바 사문난적으로 몰리면서 몰락하게 되었고 조선 지배층의 사고는 유교에 대한 단 하나 만의 해석을 인정하면서 경직되었다.
신유박해 이후 황사영이 베이징의 구베아 주교에게 서신을 몰래 보내려다 발각되는 황사영 백서 사건이 일어났다. 황사영은 비밀 편지에서 조선 천주교 신자들의 상황을 알리고 종교의 자유를 위해 프랑스에서 군대를 파견하여 줄 것을 요청하였다. 외국에 군대를 요청하는 일은 국가를 전복시키려는 역모로 취급되었고 이후 천주교는 완전히 금지 되었다. 천주교 신자들은 경기도와 강원도의 산골로 피난하여 마을을 이루고 몰래 신앙생활을 계속하였으나 조선 정부는 1839년 기해박해, 1846년 병오박해, 1860년 경신박해, 1866년 병인박해로 끊임없이 천주교를 탄압하였다.
천주교에 대한 박해는 붕당 정치의 종말을 가져와 조정은 안동 김씨를 중심으로 한 세도정치가 강화되었다. 순조 이후 헌종으로 이어진 19세기 조선의 정치계는 벽파마저 몰락한 가운데 인맥에 의한 세도정치가 맹위를 떨쳤다. 호락논쟁의 한 축이었던 한원진의 호론은 세도정치 시기 몰락하였으나 이후 위정척사파의 사상적 기반을 마련한다.

### 양이 배척 운동

#### 서양 세력의 출현

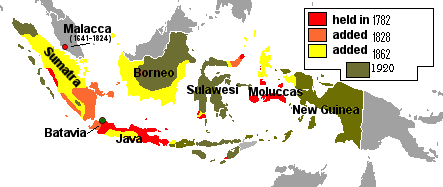
네덜란드령 동인도의 확장

17세기 무렵 프랑스, 영국, 네덜란드 등은 저마다 동인도회사를 설립하고 인도와 동남아시아에서 제국주의에 기반한 식민지 쟁탈전을 벌이고 있었다. 이 가운데 1602년 세워진 네덜란드 동인도회사는 이른바 향료 제도로 불리던 인도네시아와 필리핀 지역을 장악하고 류큐, 나가사키, 타이완 등과 교역하였다. 기본적으로 쇄국을 유지하던 일본의 도쿠가와 막부는 나가사키에 데지마를 만들고 서양 세력 가운데 네덜란드만을 교역 대상으로 인정하였고, 이로서 일본에는 난학이 유행하였다. 명나라 시기 네덜란드는 타이완을 두고 명-네덜란드 분쟁을 벌이기도 하였다.
이웃한 다른 나라의 사정과 달리 조선은 서양에 그리 알려지지 않은 곳이었다. 황당선(荒唐船)으로 불리기도 하였던 이양선은 조선 중기 이후 간혹 조선으로 표류하여 왔다. 표류해 온 선원 가운데는 박연처럼 조선으로 귀화한 사람도 있고 헨드릭 하멜과 같이 억류되었다가 탈출한 사람도 있었다. 이양선에 대한 조선의 입장은 조선 중기까지 표류해 온 선원을 억류하는 것이었으나 조선 후기가 되면 물과 필요한 물자를 주고 되돌려 보내는 것이었다.
한편 조선의 서양에 대한 인식은 대부분 중국을 통해 알게 된 정보를 바탕으로 한 것이었다. 명나라 시기 이미 마테오 리치가 베이징에 천주교 성당을 세워 선교 활동을 하고 있었고, 이후 인조 9년인 1631년 서양의 자명종이 중국을 통해 들어 오는 등 단편적인 지식들이 알려지고 있었다. 박제가와 같은 북학파는 중국을 통해 새로운 문물을 도입하여야 한다고 주장하였다.

#### 아편 전쟁과 러시아의 동진

제1차 아편 전쟁에서 파괴되는 청나라의 군함

1840년 일어난 제1차 아편 전쟁은 이른바 서세동점의 상징적 사건이었다. 조선 사회는 아편 전쟁의 소식을 중국을 다녀온 사절단으로부터 전해 들었으나 일부 유학자들이 걱정하였을 뿐 국가의 공론이 되지는 못하였다. 그러나 1855년 시작된 제2차 아편 전쟁으로 청나라의 함풍제가 수도를 떠나 열하의 피서산장으로 몽진하고 이 틈을 타 러시아가 베이징 조약에 개입하여 연해주를 점령하자 조선 역시 사태를 심각하게 받아들인다. 철종 11년이었던 1860년 조선은 사태 파악을 위해 피서산장으로 사신을 파견한다. 당시 조선은 중국의 상황을 태평천국의 난과 영국을 비롯한 서양 세력의 침공으로 매우 어수선한 상황으로 파악하고 있었으며 특히 서양세력이 베이징을 점령한 뒤 자유롭게 기독교를 전파하는 것에 큰 우려를 보였다. 그러나 철종 12년인 1861년 3월 사신행을 마치고 돌아온 신석우는 중국의 조정이 사태를 수습하고 있다고 보고하였다. 신석우의 이러한 보고는 조선이 사태를 낙관하게 하는 원인이 되었고 조선은 서양세력을 과소평가하게 된다.
베이징 조약 이후 러시아는 두만강을 통해 여러 차례 통상을 요구해 왔고 조선은 이를 위협으로 받아들였다. 1865년 흥선대원군은 청나라의 섭정이었던 공친왕 혁흔의 중재로 프랑스와의 통상을 제안 받는다. 당시 공친왕의 최대 관심사는 러시아의 동진을 막는 것이었고 이를 위해 조선이 프랑스와 통상 조약을 맺기를 바라고 있었다. 천주교인 남종삼을 통해 프랑스의 입장을 들은 흥선대원군은 가부를 정하지 않은 채 사태를 관망하다 결국 천주교를 억압하는 기존의 입장을 철회하지 않는다. 이는 병인양요의 직접적인 원인이 되었다.

#### 제너럴셔먼호 사건
흥선대원군의 프랑스 교섭 거절은 조선 사회에 적지 않은 파장을 가져왔다. 세간에는 이제 곧 프랑스가 쳐들어 온다는 소문이 퍼져 있었다. 1866년 제너럴셔먼호가 대동강을 거슬러 올라오자 당시 평안감사였던 박규수는 물과 식량을 주며 떠나라고 하면서 통상 요구는 거절하였다. 그러나 제너럴셔먼호의 선원들이 평안감영의 군사를 억류하고 사람들을 죽이자 박규수는 배를 공격하여 침몰시킨다.
제너럴셔먼호 사건을 전후로 조선에서는 서양 세력을 "양이"(洋夷, 서양 오랑캐)로 부르며 경계하게 되었다. 이는 성리학의 전통적인 화이론을 바탕으로 위정척사를 적용한 것이었다. 제너럴셔먼호를 불태워 침몰시킨 박규수는 훗날 개화파의 시조로 평가받지만 이 당시 박규수는 천주교를 그릇된 것으로 보는 위정척사의 입장에 서 있었다. 박규수가 개화 사상을 펼치게 된 것은 1871년 중국으로 사신을 다녀와 국제 정세를 파악한 뒤의 일이다. 한편 제너럴셔먼호 사건은 훗날 신미양요의 빌미가 되었다.

#### 남연군 분묘 도굴 사건

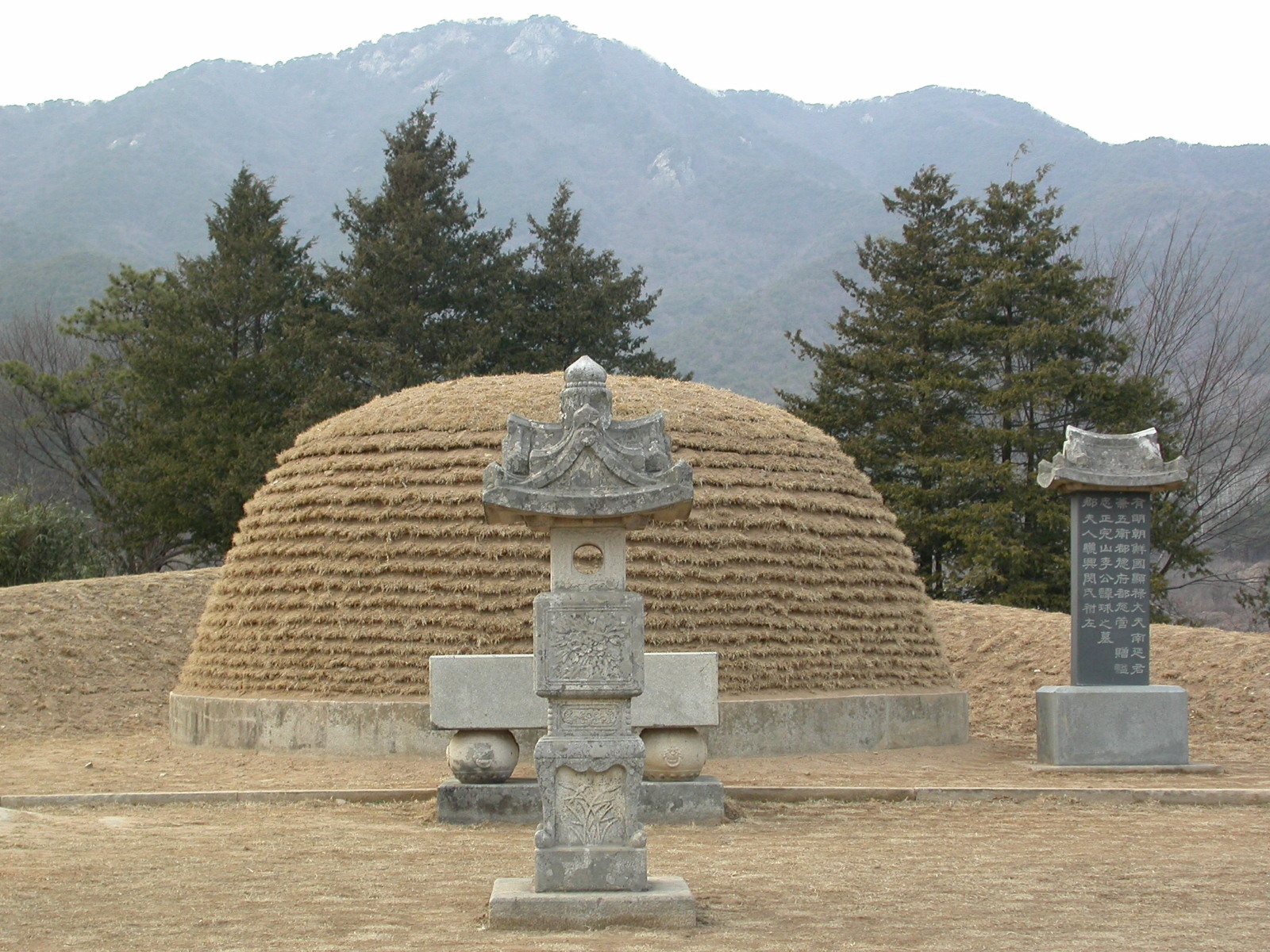
남연군의 묘

1868년 독일인 에른스트 오페르트가 남연군 분묘 도굴 사건을 벌인다. 남연군은 흥선대원군의 아버지이자 고종의 할아버지였기 때문에 이 사건은 서양 오랑캐가 국체를 뒤흔든 사건으로 인식되었다. 흥선대원군은 이 사건을 명분 삼아 쇄국의 뜻을 밝히고 병인박해를 일으켜 천주교 신자들과 프랑스인 선교사를 처형한다. 이로서 종삼을 중계자로 삼아 러시아에 대한 견제와 천주교 선교 자유를 협상하려 하였던 프랑스 극동 함대의 계획은 수포로 돌아갔다. 극동사령관 로즈 제독은 프랑스 선교사 처형을 빌미로 조선을 하기로 결심하게 된다.

### 척화비
1866년 병인박해 과정에서 일어난 프랑스 선교사의 처형에 대한 책임을 명분으로 프랑스 극동 함대가 침공한 병인양요에서 프랑스군은 강화도를 점령하고 방화와 약탈을 일삼았다. 이 와중에 외규장각이 전소되고 많은 서적이 불탔으며 프랑스는 직지심경을 비롯한 상당수의 서적과 각종 의괘를 약탈하였다. 병인양요의 전투에서 조선군은 많은 희생을 내며 패배하였으나 마땅한 보급의 확보가 어려웠던 프랑스는 물러났다. 프랑스군이 물러난 뒤 흥선대원군은 서양 세력에 대한 자신감을 표출하였는데 전란이 강화도에서만 제한적으로 일어났고 결국 외세를 물리쳤기 때문이었다. 병인양요 후 흥선대원군은 척화비를 세워 쇄국과 위정척사를 국론으로 삼는다.
1871년 미국의 존 로저스가 이끄는 아시아 함대는 제너럴셔먼호 사건의 진상 조사를 구실로 조선을 침공하였다. 이로서 일어난 신미양요에서 조선군은 초지진, 광성보 등에서 격전을 벌였으나 수장이었던 어재연이 전사하는 등 큰 피해를 입는다. 미국 역시 강화도를 점령하고 통상 교섭을 요구하였으나 조선이 이에 응하지 않자 보급 부족 때문에 스스로 물러날 수 밖에 없었다. 신미양요가 끝나자 흥선대원군은 척화비를 전국에 건립하였다. 미군은 큰 피해 없이 철군하였으나 조선은 이를 격퇴로 인식하고 있었다.

 鎭撫使鄭岐源以 "賊兵襲陷廣城鎭, 彼屯聚於草芝浦邊, 該僉使李濂乘夜揜擊, 彼遂退碇啓。" 
진무사 정기원이 "적병이 광성진을 습격하여 함락시키고 초지진으로 가서 진을 치고 있었는데 그곳 첨사 이렴이 밤을 틈타 공격하여 적들을 물리쳤습니다." 하고 보고하였다.
— 고종실록 8권, 고종 8년 4월 25일 갑신

1871년 당시 흥선대원군은 서원 철폐를 단행하였고 이는 당시 서원을 중심으로 산림을 형성하고 있던 유학자들과 극심한 갈등을 겪는 원인이 되었다. 그러나 이러한 갈등 속에서도 유학자들은 척화비의 건립과 쇄국에 대해서는 지지를 보냈다. 위정척사파의 대표적 유학자인 이항로는 그의 호를 딴 화서학파의 태두가 되었다. 이항로는 흥선대원군의 산림 포섭을 위한 관직 천거에 여러 차례 거론되지만 끝내 사의를 표명하다가 1866년 병인양요 시기 동부승지 재수를 수락하고 위정척사를 요구하는 상소를 올린 후 사직하였다.
척화주전론은 화서학파 뿐만 아니라 당시 여러 학파의 공통적 주장이었다. 병인양요 당시 노사학파의 태두였던 기정진 역시 상소를 올려 척화를 주장하였고, 주요 학파인 정재학파나 남당학파 역시 척화론이 기본적인 입장이었다. 이들은 성리학의 이해에 있어서는 호락논쟁이나 사칠논쟁으로 심한 갈등을 빚고 있었으나 기본적으로 화이론을 바탕으로한 위정척사 사상을 공유하고 있었다.

### 정치세력화

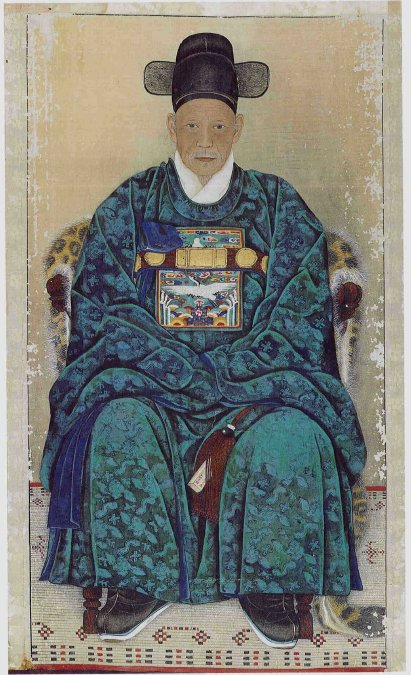
대표적 위정척사파인 최익현의 초상

서양세력과 두 차례에 걸친 교전은 이전까지 서학 등에 대한 배격의 의미로 통용되던 위정척사의 개념을 쇄국과 반외세의 개념으로 변화시켰다. 이항로를 필두로 하는 화서학파는 그 동안 안동 김씨의 세도정치를 파괴하는 흥선대원군의 정책에 지지를 표하기도 하였으나 대원군의 서원 철폐로 대원군 하야를 주장하게 된다.
1873년 이항로의 제자 최익현은 상소를 올려 흥선대원군의 실정을 비판하였다. 최익현은 무엄하고 방자한 상소를 올렸다는 이유로 유배되었으나 이 상소는 조선의 정치를 뒤흔들어 결국 흥선대원군의 실각을 불러오게 되었다. 이로서 위정척사파는 흥선대원군과는 다른 독자적인 정치세력으로 등장하게 되었다.
흥선대원군 하야 당시 고종은 만 20세의 나이로 아버지의 섭정에서 벗어나 친정을 하고자 하였다. 그러나 그 때까지 고종을 지지할 세력이 없었기 때문에 고종은 외척인 민씨 일가와 위정척사파, 개화파 등을 흥선대원군 하야를 위한 동맹세력으로 이용하고자 한다. 각각의 세력 역시 자신들의 이해 관계에 따라 고종의 친정을 바랬다. 고종의 친정 이후 정국은 외척인 민씨 세력의 부상과 위정척사파와 개화파의 갈등이 본격화 되는 가운데 개항을 맞이하게 된다.
화서학파를 비롯한 위정척사파의 세계 인식은 정통 도학인 성리학의 세계가 서양 오랑캐에 의해 위협받고 있다는 것이었다. 이들은 서양이 요구하는 통상 교섭에 응하게 되면 결국 천주교와 같은 그릇된 사학이 넘쳐나 조선이 망하게 될 것이라고 주장하였다. 화서학파의 입장에서 보면 왕조의 강화보다 더 중요한 것은 성리학적 세계관의 고수였다. 한편 개화파는 동도서기론(東道西器論)을 주장하여 위정척사파의 화이론을 비판하였다. 조선의 사상은 지키되 서양의 발달된 문물은 받아들여야 하는 것 아니냐는 반론이었다.
고종의 친정 이후 외척인 민씨 세력과 개화를 주장하는 개화파가 적극적으로 정권에 참여한 것과 달리 위정척사파는 과거 유학자들의 관습에 따라 여전히 산림을 유지하는 것을 선호하였다. 이 때문에 정부 내에서 위정척사를 대표하는 관료는 드물었다. 위정척사파는 재야(在野)로 불리며 외곽 정치세력으로 활동하다가 훗날 항일 의병 활동의 중심이 되었다.

### 개항 이후
1875년 운요호 사건의 결과로 조선은 1876년 강화도 조약을 통해 개항하였다. 이후 조선은 내부적으로는 개화파가 약진하고 위정척사파의 영향력은 줄어들었고 외부적으로는 조청상민수륙무역장정을 비롯하여 미국, 프랑스, 영국, 러시아 등의 열강과 통상조약을 맺게 되었다. 위정척사파는 통상조약과 정부 개혁에 반대하는 입장이었고 이를 망국의 징조로 파악하였다.
갑신정변은 위정척사파 입장에서 개화파의 야욕이 노골적으로 드러난 사건이었고 이후 이어진 갑오농민전쟁과 갑오개혁은 망국의 징조였지만 혼란한 정국의 변화 속에서 위정척사파는 결집하지 못하였다. 위정척사파가 다시 결집한 것은 을미사변 이후의 을미의병이었다.

#### 서계 분란과 정한론

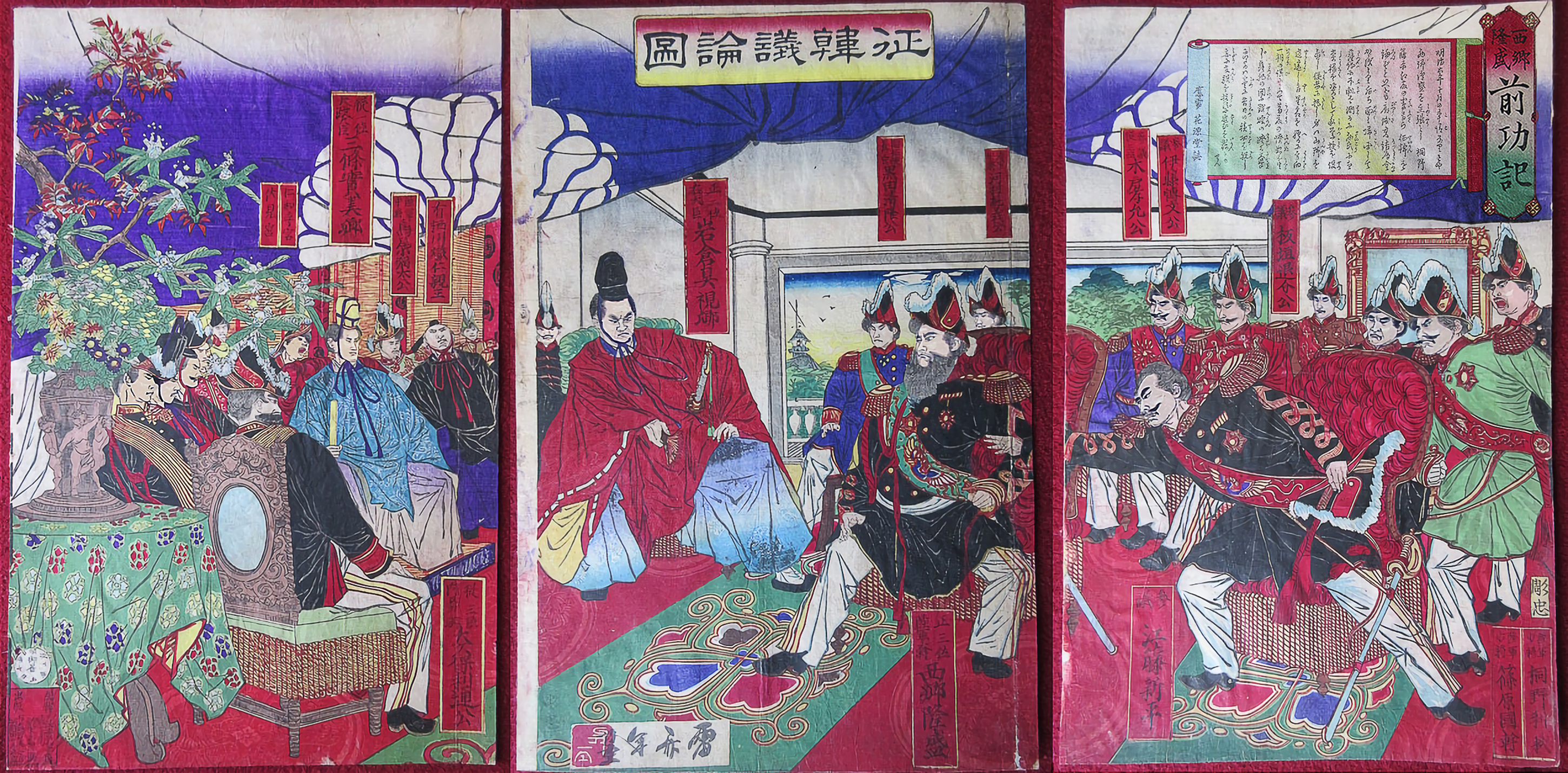
정한론을 토론 중인 메이지 정부의 내각

메이지 유신이후 수립된 메이지 정부는 1868년 조선에 서계를 보내 근대적 동등한 수교를 요구한다. 그러나 조선은 일본의 서계가 기존의 격식을 지키지 않았다는 이유로 접수를 거부하였다. 조선과 일본 사이의 외교 문서였던 서계는 대마도주를 중계하여 오가고 있었는데 엄격한 문체와 용어를 사용하여 왔다. 조선은 일본을 오랑캐라 여기고 있었고 일본의 막부 역시 조선을 자신들 보다 한 수 아래로 보고 있었기 때문에 둘 사이의 중계 무역으로 이익을 보고 있던 대마도주는 이 둘 사이를 조율하여 서로 간에 국교 단절이 이루어지지 않도록 하고 있었다. 그러나 새로 성립된 메이지 정부는 지방의 외교 개입을 금지하고 직접 외교권을 발휘하기로 하였고 이에 따라 그 동안 무마되어 왔던 양국의 입장이 충돌하게 된 것이다. 조선의 일본 국서 거부는 일본의 서계가 스스로를 황제로 칭하고 서계를 황제가 발행하는 칙서로 표현하는 등 조선의 화이론 입장에서 받아들일 수 없는 문구들 때문에 일어났다.
근대 국가를 지향하는 메이지 정부의 내각은 조선의 서계 거부를 모욕으로 받아들였고 정한론이 일었다. 결국 정한론은 시기상조로 결론났으나 이로 인해 사이고 다카모리가 사직하고 이후 세이난 전쟁으로 이어지는 내분을 겪는다.

#### 강화도 조약과 왜양일체론
정한론에 이은 세이난 전쟁으로 내분을 겪은 일본은 1874년 타이완 침략을 시작으로 대외 팽창 정책을 시작한다. 일본에게 사실상 패배한 청은 조선에 밀서를 보내 일본의 침략을 경고하였으나 조선은 스스로의 군사력이 충분하다고 여겨 이를 무시하였다.
일본의 타이완 침략 이후인 1875년 2월 일본은 다시 사절을 보내와 수교를 요구하였다. 조선은 여전히 서계 문제로 일본과 갈등 관계에 있었지만 적절한 타협안을 찾을 수 있을 것으로 낙관하였다. 그러나 이미 청일수호조약을 통해 청나라와 동등한 국가로서 수교를 맺은 일본은 서계 문제에 대해 조선의 주장을 들어줄 의사가 없었다. 더욱이 타이완 침략 이후 일본은 청나라와 전면전을 하더라도 지지 않을 자신감이 있었다.
일본은 1875년 음력 8월 운요호 사건을 일으켜 포함 외교를 시도한다. 박규수는 일본의 의도를 간파하고 선공하지 말것을 주장하였으나 받아들여 지지 않았다. 강화도가 공격을 가하자 일본은 기다렸다는 듯 침략하였다. 이 사건은 일본의 도발이었지만 일본은 오히려 자신들의 피해를 주장하며 배상을 요구하였다. 일본은 청나라에도 운요호 사건은 조선의 잘못이라는 통신문을 보내고 국제 관계에서 청나라의 번국으로 인식되던 조선을 자신들의 영향력 아래 두고자 하였다. 청나라 이홍장이 주청사로 간 이유원에게 일본과 갈등을 일으키지 말것을 주문하자 조선은 일본과 수호조약을 맺기로 방침을 정한다. 이렇게 하여 진행된 강화도 조약은 조선 최초의 근대적 수호 조약이었지만 포함 외교 뒤에 주도권을 빼앗긴 채 이루어진 불평등 조약이었다.
강화도 조약에 앞서 최익현은 일본과 서양이 한 통속이라는 왜양일체론을 주장하는 상소를 올려 조약을 반대하였으나 거부되었다. 최익현은 도끼를 앞에 두고 상소를 올려 죽음을 각오하였다는 뜻을 보임으로써 이후 위정척사파의 상징적 인물이 되었고 이로서 위정척사 운동은 일본과의 대립을 공식화 하였다.

#### 개화파와의 대립
강화도 조약 이후 고종은 개항 시국을 맞아 일본으로 조사 시찰단을 파견하였다. 조선 내부 위정척사파의 반대가 거센 가운데 목적을 숨기기 위해 신사유람단(紳士遊覽團)으로 불린 조사 시찰단은 일본의 문물과 제도를 둘러 보고 개항 이후 조선의 개혁 방안을 찾고자 하는 목적에 파견되었으며 이들 대부분이 개화파의 중심 세력이 된다.
조사 시찰단의 보고와 가져온 것들 가운데 큰 반향을 일으킨 것은 《조선책략》이었다. 당시 청나라는 일본에 통상부를 두고 있었고 이홍장은 러시아의 견제를 위해 조선과 일본을 화해시키고자 하였다. 《조선책략》은 청의 외교관 하여장이 김홍집에게 자신의 개인적 의견을 전하는 형식으로 쓰인 것이나 청나라의 비공식적 의견 전달과 다름없었다. 《조선책략》은 러시아의 동진을 막으려면 청나라, 일본, 미국, 조선이 수호통상조약으로 연대하여야 한다는 내용을 담고 있었으며 시대 변화에 따른 개항과 개화는 필연이라고 주장하였다. 또한 외국과의 교섭에 청나라 기를 사용할 것을 주장하여 청나라의 입장에서 조선을 청의 속국으로 공인하는 국제 관계 재편을 노리고 있었다. 고종은 《조선책략》의 내용을 진지하게 받아들였으며 이후 미국과의 수호조약을 추진하게 된다.
신사년 척사운동으로 불리는 1881년의 영남만인소는 《조선책략》을 가져온 김홍집에 반대하는 위정척사 운동이었다. 고종은 《조선책략》을 간행하여 전국에 유포하게 하였는데 이를 본 위정척사파는 성리학적 질서의 붕괴라는 이유로 극렬히 저항하였다. 특히 이만손을 대표로하는 영남의 정재학파는 만인소를 주도하며 개화정책을 반대하였다. 고종은 상소를 받아들여 이들을 달랬으나 개화 정책을 취소할 생각은 없었다.

#### 급변하는 정국

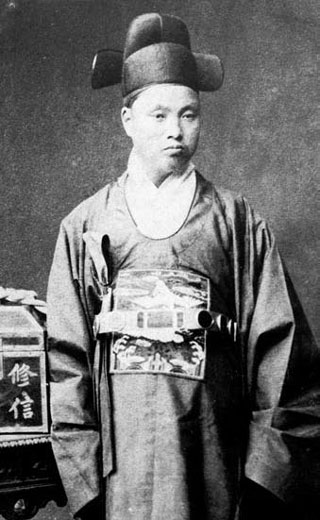
온건 개화파의 대표적 인물인 김홍집

1882년 새롭게 구성된 신식 군대인 별기군에 비해 보잘 것 없는 대우를 받고 급여마저 제대로 받지 못하던 구식 군대가 임오군란을 일으켰다. 임오군란의 발생은 우발적 사건이었지만 곧바로 정치적 사건으로 변화한다. 이들은 왕후 민씨를 살해하고 개화파를 무너뜨리고자 흥선대원군과 손잡았다. 그러나 조선의 반란 진압 지원 요청에 청나라가 즉시 대응하여 흥선대원군을 청나라로 납치하면서 임오군란의 복고 운동은 순식간에 제압되었다. 임오군란의 수습 과정에서 청나라는 조청상민수륙무역장정을 채결하여 조선에 대한 청나라의 영향력을 확고히 하고자 하였다. 한편 임오군란 당시 유배에서 풀려나 복귀하여 있던 최익현은 아무런 입장도 표하지 않았다. 임오군란에 참여한 한양 주민들은 대부분 하층민으로 이들의 요구는 척화 뿐만 아니라 조선의 계층간 불평등에 대한 개선도 포함되어 있었다.
임오군란의 실패 이후 김옥균과 같은 급진 개화파가 정부로 진출하게 되었다. 이들은 동도서기론을 주장하던 김홍집 등의 온건 개화파와 달리 외척 민씨 세력과 위정척사파를 모두 제거하여 개화파가 정국을 장악하여야 한다는 뜻을 같이하고 있었고 결국 1864년 갑신정변을 일으켰으나 실패하였다. 갑신정변 이후 급진 개화파는 역모자로 몰려 망명하였으나 김홍집 등 온건 개화파는 여전히 정부의 주요 요직에 있었다. 그러나 개화파의 쿠데타 실패와 일본, 청의 개입은 개화파의 입지를 좁게 하였다. 이후 10년 동안 조선의 정국은 어느 세력도 확고한 주도권을 잡지 못한 채 불확실한 상황 속에 놓여 있었다.
1894년 갑오농민전쟁은 동학이 주도하여 일어난 무장 투쟁으로 조병갑의 학정과 같은 봉건 착취에 대한 반발과 함께 읿본에 반대하는 반외세 항쟁이었다. 동학군은 패정개혁안을 통해 기득권의 학정과 사회 부조리 철폐를 외치기도 하였지만, 흥선대원군에 대한 옹호나 보국안민(保國安民)과 같은 전통적 유교 가치관의 표방 등과 같은 한계도 지니고 있었다. 동학은 그 이름 자체부터 서학에 대한 반발에서 비롯된 것으로 위정척사파의 반외세 주장과 괘를 같이 하는 면이 있었으나 주류 성리학 일변인 기득권층과 대립하였기 때문에 위정척사파와 직접적인 연계는 없었다. 오히려 위정척사파는 이들을 반란군으로 파악하였고 동학 말기에 이르러 오히려 동학군을 진압하는데 앞장서기도 하였다.
동학군이 우금치 전투에서 대패한 뒤 일본은 동학 가담자를 학살하였다. 이로서 조선에서 있었던 가장 큰 규모의 반외세 무장 투쟁이었던 갑오농민전쟁은 실패하였고 조선 정부는 갑오개혁으로 사회적 갈등을 수습하고자 한다. 갑오개혁은 김홍립을 필두로 하는 개화파가 주도하였고 위정척사파는 사회적 격변기를 별다른 대응없이 지나쳤다.

## 항일의병운동

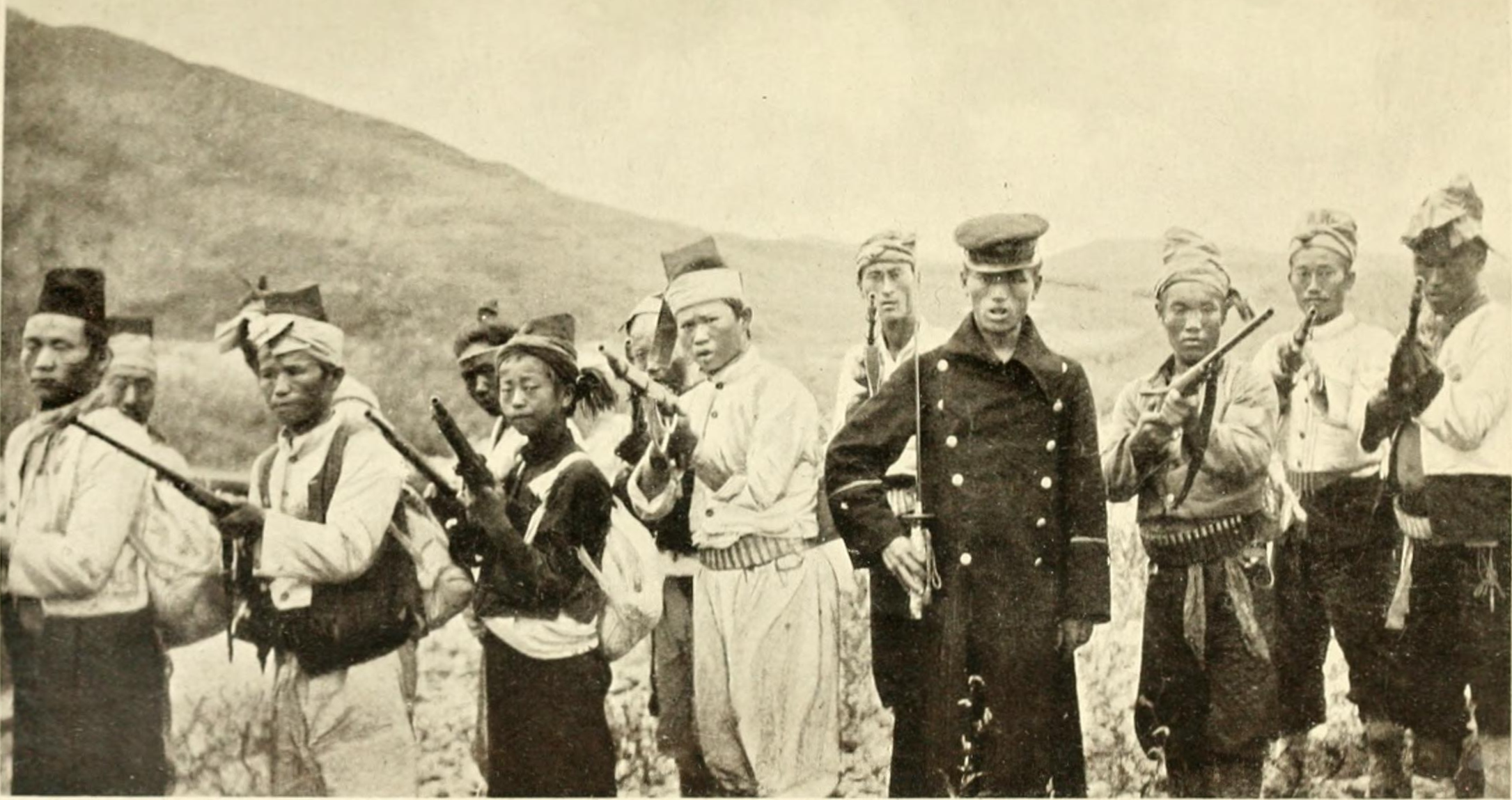
정미의병에 참여한 의병들

위정척사파가 다시 결집한 계기는 을미사변과 단발령이 계기가 된 을미의병이다. 을미의병의 지휘부는 주로 위정척사파에 속하는 양반이었고 병사로는 하층민을 포함한 여러 계층이 참여하였다. 을미의병은 존화양이론에 입각하여 일본을 오랑캐로 보았고 위정척사를 기치로 내걸었다. 이들은 갑오개혁 이후 개화파의 정책을 왜화(倭化)로 규정하였다. 을미의병의 병사로는 과거 동학군에 참여하였던 농민들도 있었으나 위정척사를 내세운 유학자 지휘부는 동학 역시 성리학에 반하는 적대세력으로 간주하였다. 을미의병은 단발령을 조선의 문화에 대한 도전으로 받아들였으며 왕후 시해를 주권 침탈로 여겼으나 여전히 성리학적 질서를 중시하여 충주 전투에서 맹활약한 평민 김백선이 양반을 범했다며 처단된 사례에서 보이듯 의병 내에서도 양반과 상민에 대한 차별에 따른 갈등이 벌어졌다.
1905년 을사늑약이 채결되어 주권이 침탈당하자 을사의병이 일어났고 군대가 해산된 1907년에는 정미의병이 일어났다. 정미의병은 13도 창의군을 결성하여 한양 진격을 시도하였으나 총대장 이인영이 부친상을 핑계로 이탈하여 와해되었다. 이후 일본은 이른바 남한 대토벌 작전을 벌여 의병 활동을 탄압하였고 이로서 더 이상 국내의 무장항일투쟁은 어렵게 되었다.
대한제국 말의 항일의병운동의 구심점은 위정척사파였다. 이들은 세계의 변화에 어둡고 전근대적 기득권을 옹호하였다는 한계를 가지고 있었지만 망국의 위기에 처하자 스스로의 말에 책임을 지기 위해 행동하였다는 평가를 받는다.

## 학파
위정척사파의 근간은 스승과 제자의 인연으로 형성된 여러 학파들이었다. 이들은 서원 등의 지역 거점을 중심으로 학파를 형성하여 영향력을 발휘하였다. 화서학파, 노사학파, 정재학파, 남당학파 등이 위정척사파의 중심을 이루었다.

### 화서학파
화서(華西)는 이항로(1792년~1868년)의 호이다. 이항로를 스승으로 하는 김평묵, 최익현, 박문일, 유중교, 유인석, 홍재구, 홍재학  등이 학파를 형성하였다. 이들은 풍양 조씨의 지원과 재력가 유명오의 후원 아래 안동 김씨에 대항하는 논객으로 성장하였고 송시열의 학맥을 이었다고 자부하였다. 전통적인 화이론과 척사 사상을 바탕으로 대표적인 위정척사파로서 활동하였다.
화서학파는 중요 시기마다 상소를 올려 자신들의 입장을 표명하였고 이들의 상소는 큰 영향을 미쳤다. 이항로는 병인양요가 있던 1866년 상소를 통해 쇄국과 위정척사를 주장하였고, 최익현은 1873년 흥선대원군을 탄핵하는 상소를 올렸으며, 홍재학은 《조선책략》 논란이 한창이던 1881년 개화파가 들여 온 《중서문견(中西聞見)》, 《태서문견(泰西聞見)》, 《만국공법(萬國公法)》 등을 금하고 제도 개혁을 통해 설치된 기무아문(機務衙門)을 철폐하고 옛 오위(五衛) 제도로 돌아갈 것을 요구하는 상소를 올렸다.
1905년 을사늑약이 체결되자 화서학파의 최익현은 의병을 일으켜 거병하였다.

### 노사학파
노사(蘆沙) 기정진(1798년~1879년)을 기원으로 하는 노사학파는 기호학파의 한 갈래이다. 기정진은 호남에서 566 명의 문인을 제자로 길러 호남 유학의 태두가 되었다. 조선 유학의 최대 논쟁이었던 이기론의 호락논쟁과 사칠논쟁 논쟁에 대해 율곡 이이의 학풍을 계승하면서도 이(理)만을 본성으로 인정하는 화서학파와 달리 이와 기(氣)를 서로 나눌 수 없는 연결체로 파악하는 이일분수설(理一分殊說)을 주장하였다. 기정진은 말년에 이이의 학설이라도 문제가 있으면 잘못된 것이라 주장하여 유학계에 파란을 일으키기도 하였다.
1866년 병인양요 시기 기정진 역시 상소를 올려 척화주전론을 주장하였다. 기정진은 서양 오랑캐가 통상을 주장하는 진짜 목적은 제2차 아편 전쟁에서 보인 베이징의 유린과 같이 조선을 속국으로 삼으려고 하는 것이라고 하면서 군사를 기르고 내정을 단속하여 전쟁을 준비해야 한다고 주장하였다. 기정진은 호남지역 위정척사파의 사상적 기반이 되었으며 사후에 최익현이 묘소 옆에 척사위정비를 세웠다.

### 정재학파
정재(定齋) 류치명(1777년~1861년)은 퇴계 이황의 학문인 퇴계학의 명맥을 이은 안동의 유학자이다. 명단에 올린 제자만 6백여 명이 되는 영남 유학계의 거두였다. 사단칠정의 성격을 논하는 사칠논쟁에서 류치명은 이이의 주리론을 비판하면서 이를 활물(活物, 스스로 살아 움직이는 존재)로 규정하고 이 자생적인 움직임이 우주 만물의 실제라고 주장하였다.
정재 류치명을 스승으로 하는 정재학파는 19세기 무렵 "영남 남인"의 상징이 되었다. 이들은 영남 만인소의 주축 세력으로 서원을 중심으로 활동하고 있었고 흥선대원군이 서원 철폐를 단행하자 크게 반발하였다. 정재학파의 김도화, 권세연은 의병장이 되어 활동하였고, 류필영은 파리장서 사건에 개입하였다. 이들의 다음 세대인 이상룡은 대한민국 임시정부의 국무령을 역임하였다.

### 남당학파
남당 한원진(1682년 1751년)을 스승으로 하는 남당학파는 율곡 이이의 적통을 계승하였다고 자부하였다. 한원진은 이른바 춘추대의(春秋大義)에 따른 화이론을 엄격히 적용하여 청나라를 오랑캐로 조선을 명나라의 문화적 명맥을 이은 중화로 파악하는 준별론을 주장하였다. 한원진은 호락논쟁에서 인물성이론(人物性異論, 사람과 그 외의 자연은 본성이 다르다는 주장)을 주장한 대표적인 호론 주장자로 당파로는 노론에 속하였다.
남당의 인물성이론은 중화를 계승한 곳만이 사람이고 오랑캐는 사람이 아니라는 결론에 다다르게 되어 남당학파는 대표적인 척화주전론자의 하나가 된다. 이들의 화이론은 심지어 위정척사를 공유하는 기정진 마저 사문난적으로 단정하는 매우 극단적인 것이었다. 을사의병 때 여주에서 거병한 민종식은 호락논쟁 이후 극심하게 분열되어 있던 기호 노론계 유학자들을 결속하여 존왕양이라는 대의로 함께 의병을 구성할 수 있도록 하였다.

## 연표
위정척사파와 관련한 주요 사건들의 목록은 아래와 같다.
- 1801년 신유박해
- 1840년 제1차 아편 전쟁
- 1855년 제2차 아편 전쟁
- 1860년 베이징 조약
- 1866년 제너럴셔먼호 사건 / 병인박해 / 병인양요
- 1868년 조일 서계 분란
- 1871년 신미양요
- 1873년 흥선대원군 하야
- 1875년 운요호 사건
- 1876년 강화도 조약
- 1880년 《조선책략》 논란
- 1881년 영남 만인소
- 1882년 임오군란 / 제물포 조약
- 1884년 갑신정변
- 1894년 갑오농민전쟁 / 갑오경장
- 1895년 을미사변 / 을미의병
- 1894년 청일전쟁
- 1897년 대한제국 수립
- 1904년 러일전쟁
- 1905년 을사늑약 / 을사의병 / 13도 창의군
- 1907년 정미의병
- 1909년 13도 의군
- 1910년 경술국치
- 1912년 대한독립의군부